# Strzelecki nationalpark
Strzelecki nationalpark är en 42,16 km² stor nationalpark på sydvästra delen av Flinders Island i Tasmanien, Australien.. Den inrättades 1967 och fick sitt nuvarande namn 1972 efter den polske upptäcktsresanden, geologen och geografen Paweł Edmund Strzelecki.

## Flora
Vegetationen består bland annat av öppna skogar med feberträd, ofta med undervegetation med callitris rhomboidea, eucalyptus viminalis och eucalyptus nitida. Högre sluttningar domineras av acacia verticillata, zieria arborescens, tasmaniepeppar och westringia brevifolia.
Det finns 13 växtarter som klassas som ovanliga eller hotade av the Tasmanian Threatened Species Protection Act 1995 i nationalparken. Det finns även elva växter som är endemiska på Tasmanien samt en rad ovanliga trädslag som pomaderris oraria och elaeocarpus reticulatus.

## Fauna

### Däggdjur
14 arter av inhemska landlevande däggdjur finns eller förväntas finnas i nationalparken. Nakennosvombat, rödhalsad vallaby och thylogale billardierii är vanliga.

### Fåglar
Fågellivet är rikt och vid fältstudier har 114 arter observerats.
Svalparakiten, som är hotad på Tasmanien och starkt hotad nationellt, finns i parkens blåeukalyptusskogar. Den starkt hotade tasmanpardaloten finns i viteukalyptusskogarna. Fyra havsfågelarter samt vadarfågeln heteroscerus brevipes som  samtliga klassats som sårbara har observerats.

### Reptiler och amfibier
Nio av Tasmaniens 19 kända reptilarter finns i nationalparken. Sex av Tasmaniens elva grodarter, bland annat den sårbara litoria raniformis har observerats.

### Fiskar
Big River har sin källa i parken och är dess enda vattendrag. Den tros innehålla fisk, men någon undersökning för att fastställa detta har inte gjorts.

### Kräftdjur
Någon större inventering av beståndet har inte gjorts, men echinodillo cavaticus och engaeus martigener har hittats.

### Insekter
Någon undersökning av insektsfaunan har inte gjorts, den ovanliga parvotettix rangaensis har dock identifierats.